# Adriana Díaz
Adriana Yamila Díaz González (Utuado, Puerto Rico, 31 de octubre del 2000) es una jugadora puertorriqueña de tenis de mesa. Actualmente, marzo de 2024, ocupa el puesto número 9 en la tabla clasificatoria mundial de la Federación Internacional de Tenis de Mesa, siendo la jugadora femenina no asiática mejor calificada del mundo. Díaz participó en los Juegos Olímpicos de Río de Janeiro de 2016 a los 15 años de edad logrando ser la primera jugadora puertorriqueña de tenis de mesa en participar en unos Juegos Olímpicos. Díaz es auspiciada por Butterfly y Adidas.

## Premios y nominaciones
Díaz fue nominada en una ocasión a los Premios Juventud.
| Año  | Trabajo nominado | Categoría        | Resultado | Ref.  |
| ---- | ---------------- | ---------------- | --------- | ----- |
| 2016 | Deporte          | La Nueva Promesa | Ganadora  | [ 4 ] |